# اشتراوبن‌هارت
شتراوبنهاردت (به آلمانی: Straubenhardt) یک شهر در آلمان است که در انتسکرایس واقع شده‌است.